# Lame jezik
Lame jezik (ISO 639-3: bma), nigersko-kongoanski jezik iz Nigerije u džavi Bauchi, kojim govori oko 10 000 ljudi (1995 CAPRO) u lokalnoj samoupravi Toro, distrikt Lame.
Podklasificiran je nigerijskoj podskupini jarawanskih jezika. Ima više dijalekata, ruhu (rufu, rufawa), mbaru (bambaro, bombaro, bomberawa, bunberawa, bambara, bamburo) i gura (tugura, agari, agbiri).

## Vanjske poveznice
- Ethnologue (14th)
- Ethnologue (15th)